# 지부티 프랑

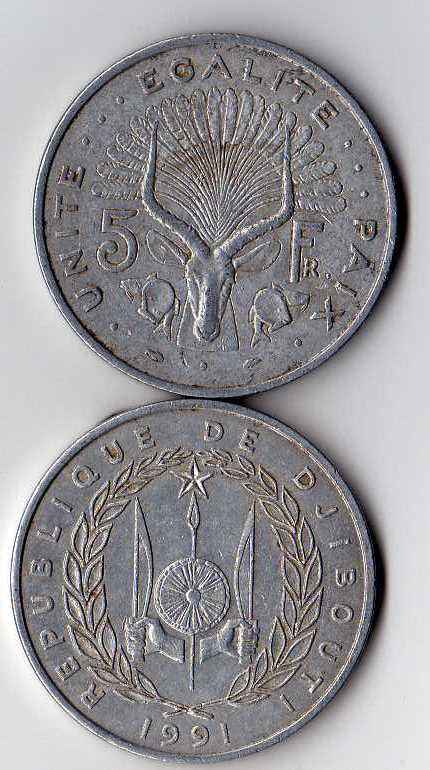

지부티 프랑(아랍어: الفرنك الجيبوتي)은 지부티의 통화이다. ISO 4217 기호는 DJF이다. 역사적으로 1 프랑은 100 상팀으로 나뉘었다.

## 역사
1884년부터 지부티는 프랑스의 보호령이 되었고, 이 때부터 프랑스 프랑이 인도 루피, 마리아 테레사 탈러와 함께 사용되었다. 교환 비율은 2 프랑 = 1 루피 또는 4.2 프랑 = 1 마리아 테레사 탈러였다.
1908년부터 지부티에서 사용되는 프랑은 법률상으로 프랑스 프랑과 일정하게 고정되었다. 1910년의 시작과 함께, 인도차이나 은행에 의해 식민지에서 사용될 지폐가 발행되었다. 상공회의소 지폐와 동전은 1919년부터 1922년까지 발행되었다.
1948년에 지부티에서만 사용될 첫 동전이 주조되었는데, "프랑스의 소말리아 해안"(프랑스어: Côte Française des Somalis)이라는 이름으로 주조되었다. 1949년에 지역 통화의 환율 수준이 미국 달러와 214.392 프랑 = 1 달러로 고정되면서, 독립적인 지부티 프랑이 나오게 되었다. 이것은 몇 달 전까지 브레튼우즈 체제하에서 프랑스 프랑의 가치였다. 따라서, 지부티 경제는 프랑스 프랑의 평가 절하에 의한 영향을 받지 않았다.
1952년, 재무부가 지폐의 생산을 인계받았다. 1967년에 이름을 "프랑스령 아파르 & 이사"(아파르와 이사는 모두 동아프리카 지역에 거주하는 부족 이름이다.)로 바꾸었고 이를 동전과 지폐에 반영하였다. 1971년과 1973년에 미국 달러에 대하여 프랑이 재평가되었다. 1971년의 평가는 197.446 프랑 = 1 달러였고, 1973년에는 177.721 프랑 = 1 달러였다. 이 환율은 현재까지 유지되고 있다. 1977년에 지부티가 독립한 후에 동전과 지폐 디자인의 변화가 있었다.

## 동전
1920년과 1922년 사이에 지부티 상공 회의소 (Djibouti Chamber of Commerce)는 아연, 알루미늄, 청동, 알루미늄 청동으로 이루어진 동전을 주조하였는데, 만들어진 동전은 5, 10, 25, 50 상팀과 1 프랑 동전이었다. 동전의 모양은 둥근 것, 육각형, 팔각형 형태였다.
1948년, 동전은 알루미늄 1, 2, 5 프랑의 종류로 도입되었다. 알루미늄 청동 20 프랑 동전은 1952년에 도입되었고 이어 10 프랑 동전은 1965년에 도입되었다. 백동 50, 100 프랑 동전은 1970년에 도입되었고 알루미늄 청동 500 프랑 동전은 1977년에 추가되었다.

## 지폐
1910년에서 1915년 사이, 지폐는 5, 20, 100 프랑의 종류로 도입되었다. 상공회의소 지폐는 1919년에 5, 10, 50 상팀과 1 프랑의 종류로 도입되었다. 제1차 세계 대전에 따른 프랑스 프랑의 가치 하락은 1927년에 500 프랑, 1938년에 1000 프랑 지폐의 도입을 가져왔다. 1946년에는 10 프랑 지폐가 도입되었다.
1952년에 재무부가 지폐의 생산을 인계받으면서 5, 10, 20 프랑 지폐의 생산이 중지되고 5,000 프랑 지폐가 도입되었다. 1970년]]에 50 프랑과 100 프랑 지폐는 동전으로 대체되었다. 1977년에 지부티 국립 은행이 지폐의 생산을 하게 되었다. 1984년에 10,000 프랑 지폐가 도입된 이후로는 1989년에 500 프랑 지폐가 500 프랑 동전으로 교체된 것이 유일한 변화이다.

## 환율
Note: 이 웹사이트에서의 환율은 위에서 언급한 환율 수준과 모순될 수 있다

## 같이 보기
- 지부티의 경제

## 참조
- Krause, Chester L., and Clifford Mishler (1991). 《Standard Catalog of World Coins: 1801–1991》 18판. Krause Publications. ISBN 0873411501.
- Pick, Albert (1994). 《Standard Catalog of World Paper Money: General Issues》. Colin R. Bruce II and Neil Shafer (editors) 7판. Krause Publications. ISBN 0-87341-207-9.